# Fontina
A Fontina  egy olasz sajt, Valle d’Aosta régió jellegzetes terméke. 1270. környékén született. Első képi ábrázolása – az Issogne-i kastély egy freskóján – a 15. századra nyúlik vissza. A fontina egy puha, zsíros sajt, amelyet két óránál nem régebben lefejt teljes zsírtartalmú tejből készítenek, amelyet valle d’aostai tehenek adnak.